# Llengües mongòliques
Les llengües mongòliques són una família lingüística, considerats per alguns una divisió d'una família hipotètica, l'altaica, parlades a Àsia central. Alguns lingüistes agrupen les llengües mongòliques amb les llengües turqueses i les llengües manxú-tungús com a llengües altaiques, però aquesta postura perd suports en l'actualitat.
Si la hipòtesi uraloaltaica fos correcta, les llengües mongòliques estarien emparentades amb l'hongarès, el finès i l'estonià.

## Classificació[calcitació]
Les llengües mongòliques tenen trets estructurals i fonològics compartits amb altres llengües de l'Àsia central com són les llengües turqueses i les llengües manxú-tungús. Tradicionalment hi ha hagut un debat important sobre si aquestes característiques compartides són el resultat del contacte lingüístic perllongat o el resultat d'un parentiu lingüístic genuí. Els defensors del parentiu consideren que les llengües mongòliques són una de les branques de la macrofamília altaica i, per tant, aquestes característiques tipològiques són el resultat d'una retenció des de l'hipotètic proto-altaic.
Els defensors del contacte lingüístic o sprachbund sostenen que els trets tipològics compartits també estan presents en llengües no relacionades (o almenys no clarament relacionades) com són les llengües uralianes i en menor mesura en el coreà i les llengües japòniques. Aquests trets inclouen tant l'harmonia vocàlica, com l'absència de gènere, el caràcter fortament aglutinant, l'ordre SOV i la presència de postposicions en lloc de preposicions.

## Escriptura
La llengua s'ha escrit amb una varietat d'alfabets al llarg de la història. L'alfabet oficial mongol es va crear al segle xii. Ha sofert diverses modificacions i ha estat substituït a vegades per altres tipus d'escriptura. Es va utilitzar fins a 1943, any que es va substituir pel ciríl·lic, que actualment és el més estès al país. El sistema tradicional està reintroduït lentament a les escoles. A Mongòlia Interior l'alfabet tradicional sempre es va utilitzar.

## Llengües de la família
Mongol històric
- - Mongol mitjà (s. XIII-XVI)
  - Mongol clàssic

Mongol contemporani

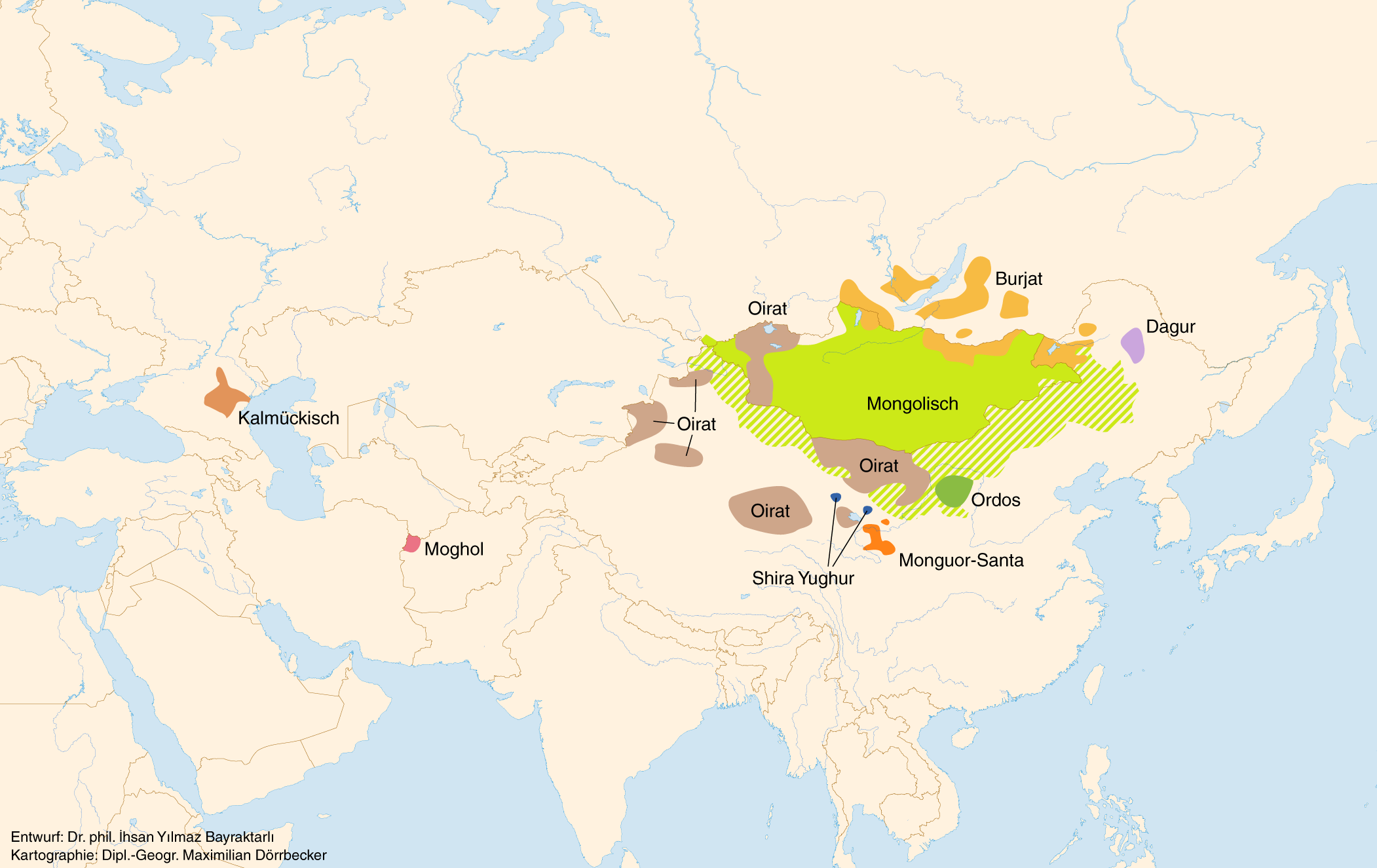
Mapa lingüístic de les llengües mongòliques

- daur (a Mongòlia Interior, 100.000 parlants)
- Mongòlic central
  - Khamnigan (ca. 2.000 parlants)
  - Buriat (Dialectes: Bargu, Khori, Aga, Ekhirit, Unga, Nizhne-Udinsk, Barguzin, Tunka, Oka, Alar, Bohaan, Bulagat) (ca. 300.000 parlants)
  - Mongol (inclou Khalkha a Mongòlia i Chakhar, Khorchin, Kharchin, Baarin, Shilin gol a Mongòlia Interior) (ca. 5-6 mil. parlants)
  - Ordos (ca. 100,000 parlants)
  - Oirat (Varietats: Torgut, Dörbet, Olot (Ööld, Elyut, Eleuth), Zakhchin, Mingat, Bayad, Calmuc, Khoshut (Khoshuud), Alasha) (ca. 300.000 parlants)
- Shirongòlic (part de Gansu–Qinghai)
  - Iugur oriental (Shira Yugur) (ca. 3.000 parlants)
  - Monguor (també conegut com a Tu; dialectes: Mongghul (Huzhu), Mangghuer (Minhe)) (ca. 100.000+30.000 parlants)
  - Bonan (ca. 10,000 parlants)
  - Dongxiang (Santa) (ca. 600,000 parlants)
  - Kangjia
- Moghol (=Mogholi) (no se sap si té parlants)

La classificació i el nombre de parlants s'ha obtingut de Janhunen llevat que Mongghul i Mangghuer són tractats com una sub-branca i s'hi ha afegit el Kangjia. En un altre enfocament classificacional, hi ha una tendència per anomenat mongol central al mongol pròpiament dit, oirat i buriat, mentre que l'ordos (i implícitament el Khamnigan) és vist com una varietat del mongol pròpiament dit. En el mongol pròpiament dit, es fa una distinció entre Khalkha d'una banda i el mongol meridional (que conté tota la resta) en l'altra.